# Canaan Banana
Pour les articles homonymes, voir Banana.
Canaan Sodindo Banana, né le 5 mars 1936 et mort le 10 novembre 2003, est un pasteur méthodiste et homme d'État de Rhodésie du Sud puis du Zimbabwe. Il a été le premier président de l'État du Zimbabwe (fonction honorifique), de son indépendance le 18 avril 1980 jusqu'au 31 décembre 1987. Son Premier ministre d'alors, Robert Mugabe, lui succéda.

## Biographie
Canaan Sodindo Banana est né le 5 mars 1936. Il est diplômé de théologie au collège d'Epworth en 1962 et est ordonné pasteur méthodiste la même année. Il s'investit dans la politique et devient rapidement vice-président du Conseil national africain de Rhodésie du Sud, alors colonie britannique dirigée par une minorité de colons blancs.
Alors que les membres du Conseil se faisaient arrêter vers la fin des années 1960, Banana et sa famille s'enfuient aux États-Unis. Il ne rentre en Rhodésie qu'en 1975 pour être arrêté et emprisonné jusqu'en 1979, après les accords de Lancaster House.
Avec la nouvelle constitution, Banana devient président du nouvel État du Zimbabwe en avril 1980. C'est alors une fonction honorifique. Il joue durant son mandat un rôle important, en unifiant la ZANU et la ZAPU pour former la ZANU-PF.
Réélu en 1986, il doit cependant abandonner ses fonctions le 31 décembre 1987 à la suite d'une modification de la constitution. Supprimant son poste de Premier ministre (dont les pouvoirs sont transférés au président), Robert Mugabe lui succède alors avec des pouvoirs élargis.
Banana devint ensuite diplomate pour l'Organisation de l'unité africaine, et prit la tête du département de religion de l'université du Zimbabwe.
En 1996, il est arrêté, accusé d'homosexualité. Il est déclaré coupable de près de onze crimes de sodomie en 1998. Il s'enfuit alors en Afrique du Sud, convaincu que Mugabe organisait sa mise à mort.
Il retourne au Zimbabwe en décembre 1998, après avoir rencontré Nelson Mandela.
Le 18 janvier 1999, il est condamné à dix ans de prison, dont neuf avec sursis, mais n'en fait que deux et est libéré en janvier 2001.
Il meurt d'un cancer le 10 novembre 2003.
Il était marié à Janet Banana (1938-2021) et ils ont eu quatre enfants. Janet demanda l'asile au Royaume-Uni en octobre 2000 et y a résidé jusqu'en 2019, avant de revenir au Zimbabwe où elle est morte.